# باولو بوجاس
باولو بوجاس (22 أكتوبر 1994 في الفلبين - ) هو لاعب كرة قدم فلبيني في مركز الوسط. شارك مع منتخب الفلبين تحت 23 سنة لكرة القدم ومنتخب الفلبين لكرة القدم. أما مع النوادي، فقد لعب مع نادي غلوبال وLoyola F.C. ‏.

## وصلات خارجية
- باولو بوجاس على موقع قاعدة بيانات كرة القدم.إي يو (الإنجليزية)
- باولو بوجاس على موقع ناشيونال فوتبول تيمز (الإنجليزية)